# Pawłowskoje (rejon ust-kubiński)
Pawłowskoje (ros. Павловское) – wieś w Rosji, w rejonie ust-kubińskim obwodu wołogodzkiego. W 2021 r. liczyła 6 mieszkańców.